# Kéri Sámuel
Kéri Sámuel (Kér (Nyitra vármegye), ? – Pozsony, 1671. december 17.) szent Ferenc-rendi szerzetes.

## Élete
Zorád vagy Szorád nemes családban született. 1645-ben Sopronban lépett a szerzetbe s nevét ekkor változtatta Kérire; miután a teológiát három évig Nagyszombatban hallgatta, 1651-ben miséspappá szenteltetett fel és Németújvárra rendeltetett; utóbb több rendház főnöke volt; kitünő szónok, teológus és bölcselő hirében állott. 1670-ben tartományi főnök lett.

## Művei
- Keresztyen Seneca, Az az Lvcivs Annaevs Seneca, Leveleiből kiszedetett. Es XXXVIII. Részre osztatott, Kerestyeni virágok. Mellyek az Tekéntetes és Nagyságos Groff Battyani Adam &c. ő Nagysága akaratytyából. Diákból magyarra, most elsőben fordíttattak és költségével kinyomtattattak. Bécs, 1654
- A Boldogságos Szűz Zsoltár-Könyve. Irta deákul Sz. Bonaventura. Bécs, 1660